# 纤毛叶树萝卜
纤毛叶树萝卜（学名：Agapetes ciliata）为杜鹃花科树萝卜属下的一个种。